# Georg Mangold
Georg Mangold (Darmstadt, 1767 - 1835) fou un violinista alemany, fill de Johann Wilhelm, net de Johann Eric, era germà de Daniel August, i nebot del jesuïta Max.
Fou deixeble de Schick i adquirí molta anomenada com a violinista; dirigí els concerts de la cort de Magúncia, i més tard els de la cort de Darmstadt, aconseguint el 1817 la direcció de la música de la capella ducal.
Era pare dels músics Wilhelm (1796-1875), el més il·lustres de la nissaga Mangold i d'en Karl Armand (1813-1889).